# Xplay
Xplay (precedentemente GameSpot TV, Extended Play e X-Play) è un programma televisivo in onda su GXT, canale 702 del bouquet di Sky. Il programma si occupa di recensire gli ultimi videogiochi disponibili sul mercato al fine di guidare i giocatori all'acquisto. Affinché ciò sia possibile, Xplay si serve di due conduttori presenti in studio e di numerosi filmati tratti da scene di gioco reale. Ogni gioco viene commentato e valutato con un voto da 1 a 5, dove 1 rappresenta il minimo e 5 il massimo voto possibile.

## Storia
Xplay nasce negli USA: dal 1998 è in onda sull'emittente americana via cavo G4. Il conduttore originale del programma, Adam Sessler, è stato affiancato nel corso delle stagioni da diverse co-conduttrici come Morgan Webb, che ricopre anche il ruolo di produttrice del programma.
Xplay nella sua storia ha cambiato nome per ben 3 volte: il format originale, infatti, si intitola GameSpot TV. Successivamente il nome è stato mutato in Extended Play e, infine, Xplay.

## La versione italiana
Xplay è stato importato in Italia soltanto nel 2006, sull'emittente satellitare GXT per conto di una produzione Jetix. Il programma non è mai stato adattato: ciò che va in onda è la versione americana, il cui audio viene coperto dalle voci di due speaker italiani, Christian Recalcati e Fabrizio Ponciroli.

### Controversie sulla versione italiana
La scelta di non adattare il programma ha mutato radicalmente la struttura di Xplay, la quale ha quasi totalmente perso la funzione di critica videoludica per una più spensierata chiave ironica e non approfondita. Questa scelta ha suscitato numerose reazioni nel mondo dei giocatori, i quali hanno pesantemente bocciato il metodo di conduzione di Recalcati e Ponciroli. In particolare i due speaker italiani sono spesso accusati di non conoscere minimamente il gioco che stanno recensendo o addirittura le console di gioco.
Un esempio di quanto descritto è dato dalla descrizione del gioco The Legend of Zelda: Twilight Princess per GameCube avvenuta in una puntata del 2006, in cui il protagonista Link è stato deliberatamente definito da Ponciroli "un folletto".